# NTC Senec
NTC Senec (slovensky Národné tréningové centrum Senec) je fotbalový stadion, na němž hraje své domácí zápasy slovenský klub ŠK Senec. Sportovní centrum má tři fotbalová hřiště. Vybudoval jej Slovenský fotbalový svaz s podporou Mezinárodní fotbalové asociace. Hlavní hrací travnatá plocha má rozměry 105 × 68 m, je automaticky zavlažovaná. Kapacita tribun okolo hlavní hrací plochy je 3 264 míst. Hlavní krytá tribuna má 1 452 sedadel. Osvětlení hlavní plochy je 1 000 luxů.
Druhá plocha je tréninková, taktéž travnatá. I ona má automatické zavlažování a umělé osvětlení. Třetí plocha (tréninková) je pokrytá umělým trávníkem Prestige 50 francouzské výroby. Poblíž je krytá tribuna pro 150 diváků. I tato plocha je osvětlená. K dispozici je také malá plocha s umělým trávníkem o rozměrech 50 × 30 m, která slouží pro rozcvičení a trénink skupin hráčů.
Součástí objektu je kromě šaten a skladových a administrativních prostor také posilovna, vodoléčba, regenerační prostor, medicínsko-diagnostické centrum, antidopingová laboratoř, prádelna, školící středisko, zasedací místnost a VIP prostory.